# Ryszard Matysiakiewicz
Ryszard Matysiakiewicz (ur. 1927, zm. 1987) – polski działacz partyjny i państwowy, prezydent Częstochowy (1973–1980). 

## Życiorys
Urodzony w 1927 roku. Od 1945 należał do Związku Walki Młodych, a od 1961 pozostawał członkiem Polskiej Zjednoczonej Partii Robotniczej. Studiował w krakowskiej Wyższej Szkole Ekonomicznej, następnie pracował w FSC w Lublinie. W administracji państwowej pracował od 1959. Pełnił m.in. obowiązki przewodniczącego Powiatowej Komisji Planowania Gospodarczego w Tarnowskich Górach. Działał w terenowych radach narodowych, sprawując funkcję wiceprzewodniczącego prezydium Powiatowej Rady Narodowej w Tarnowskich Górach, a następnie przewodniczącego prezydium analogicznej rady w Lublińcu (1971–1973). 
W 1973 r. był przewodniczącym prezydium Miejskiej Rady Narodowej w Częstochowie, następnie od 1973 do 1980 r. prezydentem miasta. 
Działał w Komitecie Wojewódzkim PZPR w Częstochowie, był także członkiem egzekutywy Komitetu Miejskiego. 
Odznaczony m.in. Złotym Krzyżem Zasługi.
Zmarł w 1987 roku.